# Deuterophysa luniferalis
Deuterophysa luniferalis is een vlinder van de familie van de grasmotten (Crambidae), uit de onderfamilie van de Spilomelinae. De wetenschappelijke naam van deze soort is voor het eerst voorgesteld als Pionea luniferalis door George Francis Hampson in een publicatie uit 1913.
De soort komt voor in Brazilië.